# 1404

## Събития
Въстание на Константин и Фружин. Общи действия на балканските владетели Стефан Лазаревич, босненския крал Остоя, влашкия княз Мирчо и българския княз Константин – син на Иван Страцимир.

## Родени
- Мурад II, Османски султан
- 14 февруари – Леон Батиста Алберти, италиански архитект
- 14 октомври – Мари д'Анжу, кралица на Франция